# La Braña (Valdelugueros)
La Braña es un pueblo del municipio de Valdelugueros, en la provincia de León, España.
Está situado en el norte de la provincia, en la cordillera Cantábrica, a orillas del río Villarías (afluente del Curueño), a 1280 m de altitud.
Se encuentra a 6,5 km por carretera de Lugueros (donde se encuentra el ayuntamiento), en la ruta que sube desde el fondo del valle de Curueño hasta Arintero.

## Toponimia
Una braña es el nombre que recibe un pastizal de altura, que se rige por unas normas particulares, en la cordillera Cantábrica. Normalmente las brañas son de aprovechamiento comunal. En estos pastizales se construían a menudo cabañas para los pastores, y en ocasiones (como en la presente) llegaron a formar poblados.

## Prehistoria
Durante 2006 se descubrieron los restos de dos individuos del Mesolítico conocidos como el hombre de La Braña.